# 高校野球ニュース
高校野球ニュースは、テレビ神奈川 (tvk) で放送されている、全国高等学校野球選手権神奈川大会の試合経過・結果などを伝えるニュース番組である。

## 放送時間
- 2006年・2007年
  - 平日21:40 - 22:00
  - 土日23:30 - 23:50
- 2008年-2013年
  - 平日・休日とも21:40 - 22:00（2010年7月11日のみ第22回参議院議員通常選挙開票番組放送の為21:30 - 21:50）
- 2014年・2015年
  - 平日・土日曜・祝日とも23:00 - 23:30
- 2016年
  - 平日・祝日21:45 - 22:15
  - 土日曜22:00 - 22:30（7月10日のみ第24回参議院議員通常選挙開票番組放送の為21:00 - 21:30）
- 2017年・2018年・2019年・2021年
  - 平日・土日曜・祝日とも21:40 - 22:00
- 2020年[注 1]
  - 平日『News Link』（21:30 - 21:55）内[1]
  - 土日曜・祝日『tvkニュース』（21:50 - 22:00）内[1]
- 2022年・2023年
  - 平日21:40 - 22:00
  - 土日21:30 - 21:50
- 2024年
  - 21:30 - 21:50

2000年代前半までは30分の放送枠で翌朝に再放送をしていた。2017年以降も翌朝に再放送を行う。

## 担当アナウンサー
- 1980年代放送分
  - 辻豊人
- 1993年放送分
  - 阿部実、森田浩康
- 1994年放送分
  - 田中大士
- 1997年放送分
  - 三崎幸恵、野澤はづき
- 2001年放送分
  - 森麻緒
- 2002年放送分
  - 三崎幸恵、仲山今日子
- 2003年放送分
  - 尾辻舞
- 2004年放送分
  - 尾辻舞、相賀真理子、佐藤亜樹、大原裕美
- 2005年放送分
  - 佐藤亜樹、中村理恵
- 2006年放送分
  - 尾辻舞、東美咲
- 2007年・2008年放送分
  - 尾辻舞、佐藤亜樹、中村理恵
- 2009年放送分
  - 佐藤亜樹、中村理恵、小林咲夏
- 2010年放送分
  - 尾辻舞、中村理恵、小林咲夏、佐藤亜樹
- 2011年放送分
  - 尾辻舞、佐藤亜樹、細木美知代
- 2012年･2013年・2014年放送分
  - 小林咲夏、翁長舞、トーマスサリー、細木美知代、佐藤亜樹
- 2015年放送分
  - トーマスサリー、長澤彩子、久本真菜
- 2016年放送分
  - 長澤彩子、トーマスサリー、岡村帆奈美、久本真菜
- 2018年放送分
  - 長澤彩子、岡村帆奈美、久本真菜、瀬村奈月
- 2019年放送分
  - 岡村帆奈美、瀬村奈月、赤井祐紀、赤間有華、田中碧
- 2021年放送分
  - 岡村帆奈美、瀬村奈月、田中碧、赤間有華
- 2022年放送分
  - 岡村帆奈美、田中碧、照井七瀬、藤坂奈央
- 2023年[2]・2024年放送分
  - 岡村帆奈美、増田美香、照井七瀬、藤坂奈央

## 主要コーナー
2024年現在
- 試合詳報
  - 前半部分は放送当日に行われた試合が映像で取り上げられる。
    - 準々決勝以前は、主にtvkが中継する保土ヶ谷球場の試合以外が映像で取り上げられる（2球場2試合ずつ4試合、保土ヶ谷球場の試合も、映像を交えて軽く触れる場合がある）。2014年以降は番組後半で保土ヶ谷球場の試合も前2球場よりは短い時間だが映像で取り上げられるようになった。2017年は番組の独自取材が1球場2試合になり、代わりに平塚球場（県内ケーブルテレビ局共同制作の中継映像を使用）の試合が取り上げられる。

  - 後半部分はその日に行われた試合結果が、映像で取り上げた試合を除いて各球場ごとに紹介される。（中継試合のスタンド風景がバック）
- 明日の予定
  - 翌日の中継カードを紹介。以前は全球場の対戦カードを紹介していた。
- 応援FAX・メール紹介
  - 上記応援FAX・メール投稿者の中から毎日1名に、tvk特製Tシャツやスポンサーからの提供商品がプレゼントされる。

## 過去のコーナー
- 視聴者プレゼント（～2014年）
  - 神奈川県内の大手スポーツ用品メーカーの商品取扱店が持ち回りで軟式野球用のグローブ等の野球用品や大会終了後に発売される「高校野球神奈川グラフ」（神奈川新聞社発行）などのプレゼントの応募募集が行われていた。
- 今日のNo.1応援団長（ - 2014年）
  - FAX・メール投稿者の中から毎日1名に、tvk特製Tシャツがプレゼントされる。
- 今日のOne Shot（2012年 - 2014年）
  - 担当アナウンサーが取材の中で印象的だったシーンを自身が写真撮影し紹介する。
- The Last Scene（2015年 - 2017年）
  - 担当アナウンサーが取材した試合で、敗戦したチームの試合終了後の様子や応援に訪れていたOB等を自身が撮影した写真で紹介する。
- 熱戦の記憶（2015年 - 2017年）
  - 過去の神奈川県大会の名試合（主に決勝戦）をVTRで振り返る。その後も中止や予備日にスポット的に放送された。
- ガンバレコール[注 2]。2024年は県内の学童軟式野球連盟所属チームが登場。
  - CMに入る前に、球場内や周辺で撮った、学校関係者による応援メッセージのVTRを流す。

## テーマ曲
2010年まではオープニング曲（上記）とエンディング曲（下記）が存在したが2011年からは統一されている。2008年 - 2013年はシンガーソングライターのしおりが毎年起用されていた。
| 年度   | アーティスト         | 曲                       |
| ------ | -------------------- | ------------------------ |
| 2007年 | ONE☆DRAFT            | SUMMER DAYZ              |
| 2008年 | しおり               | スポットライト           |
| 2009年 | D-51                 | The life is dramatic     |
| 2009年 | しおり               | 僕らの海                 |
| 2010年 | BugLug               | メイドインマイン。       |
| 2010年 | しおり               | 一歩                     |
| 2011年 | しおりwithかりゆし58 | 君の声が聞こえたんだ     |
| 2012年 | しおり               | You & Me                 |
| 2013年 | しおり               | 一枚の写真               |
| 2014年 | Little Glee Monster  | ダイヤモンド             |
| 2015年 | Rake feat. 中孝介    | 風になって〜勇者的浪漫〜 |
| 2016年 | SORAMIMI             | FREE BIRD                |
| 2017年 | GIRLFRIEND           | キセキラッシュ           |
| 2018年 | 上々軍団             | 仲間                     |
| 2019年 | lol                  | あの風のなかで           |
| 2020年 | 緑黄色社会           | 夏を生きる               |
| 2021年 | Roomania             | 夏空                     |
| 2022年 | MACK JACK            | 心に太陽                 |
| 2023年 | 群青の世界           | By Your Side             |
| 2024年 | NEO JAPONISM         | ファンファーレ           |

## その他
- 2013年まで本番組放送期間中は『tvkニュース930α』（2012年までは『ニュース930』）の放送が10分間に短縮されていたが、2014・2015年は本番組が23:00から放送開始のため、『ニュース930α』は通常通り30分間放送された。
  - 2016年度は21:45～22:00で放送、その後2017年度も21:40～22:00に放送のため、『ニュース930α』は再び短縮（15分間→2017年度は10分間）での放送となっていた。
  - 2018年度からは夜のワイドニュース枠が『ニュース930α』から『News Link』となったが、『News Link』に関してはこれまでとの対応とは異なり、番組そのものを休止した上で祝日時同様の代替ニュース枠を設置する対応となる。代替ニュース枠での最後の案内はこれまで通り。
- 2010年度までは、スタジオ部分はハイビジョン制作で、VTRはすべてSD画質での放送となっており、両サイドパネル部分には応援FAX番号が記載されていたが、2011年度からはVTRもすべてハイビジョン制作となった。
- 2020年は新型コロナウイルス感染症の流行によって大会が全面的に中止となり、代替大会として神奈川県高校野球連盟主催の「令和2年度神奈川県高等学校野球大会」が開催された。この影響で、本番組は「News Link」及び休日夜の「tvkニュース」内の1コーナーとなり、内容も試合の詳報と翌日の試合の予定を伝えるのみとなるなど、規模が大幅に縮小された。
- 2021年度の放送初日（7月11日）に放送事故が発生。翌日の高校野球中継内にて根岸佑輔が、同番組内の冒頭で瀬村奈月がそれぞれ謝罪した。これを受け、翌日の高校野球中継内で11日の「高校野球ニュース」の再放送を、tvk高校野球サイトにて、「高校野球ニュース」の動画公開していた。なお、テーマ曲の音楽、冒頭・終了時の提供クレジット部分は割愛している。
- 他県の同番組と異なり、中止や試合のない日も放送があった。その際は取材した注目校の特集や過去の名勝負、ベスト8以降等になると練習の模様やインタビューなどを放送していた。
  - 2022年放送回からは大会が予備日の場合は休止になる。